# 因韦鲁诺
因韦鲁诺（義大利語：Inveruno），是意大利米兰省的一个市镇。总面积12平方公里，人口8657人，人口密度721.4人/平方公里（2009年）。国家统计（ISTAT）代码为015113。